# Joseph L. Pfeifer
Joseph Lawrence Pfeifer (ur. 6 lutego 1892 w Brooklynie, zm. 19 kwietnia 1974 w Brooklynie) – amerykański polityk, członek Partii Demokratycznej.

## Działalność polityczna
W okresie od 3 stycznia 1935 do 3 stycznia 1945 przez pięć kadencji był przedstawicielem 3. okręgu, a od 3 stycznia 1945 do 3 stycznia 1951 przez trzy kadencje przedstawicielem 8. okręgu wyborczego w stanie Nowy Jork w Izbie Reprezentantów Stanów Zjednoczonych.